# Kolej parkowa

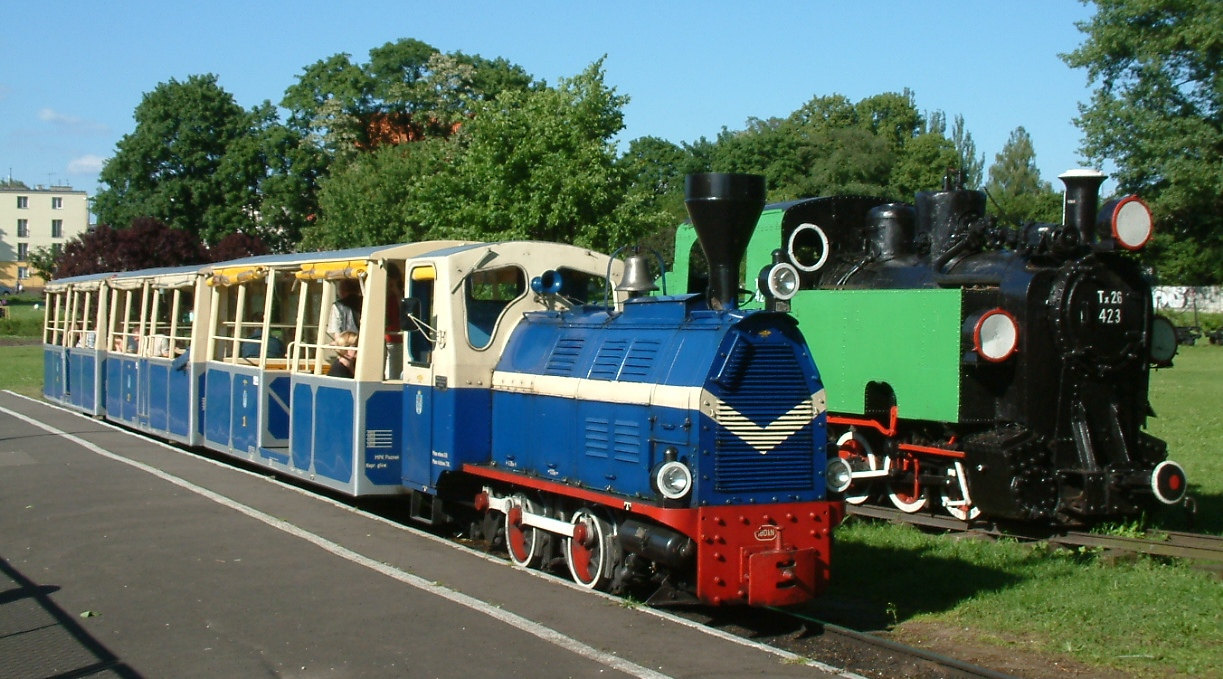
Kolejka Parkowa Maltanka

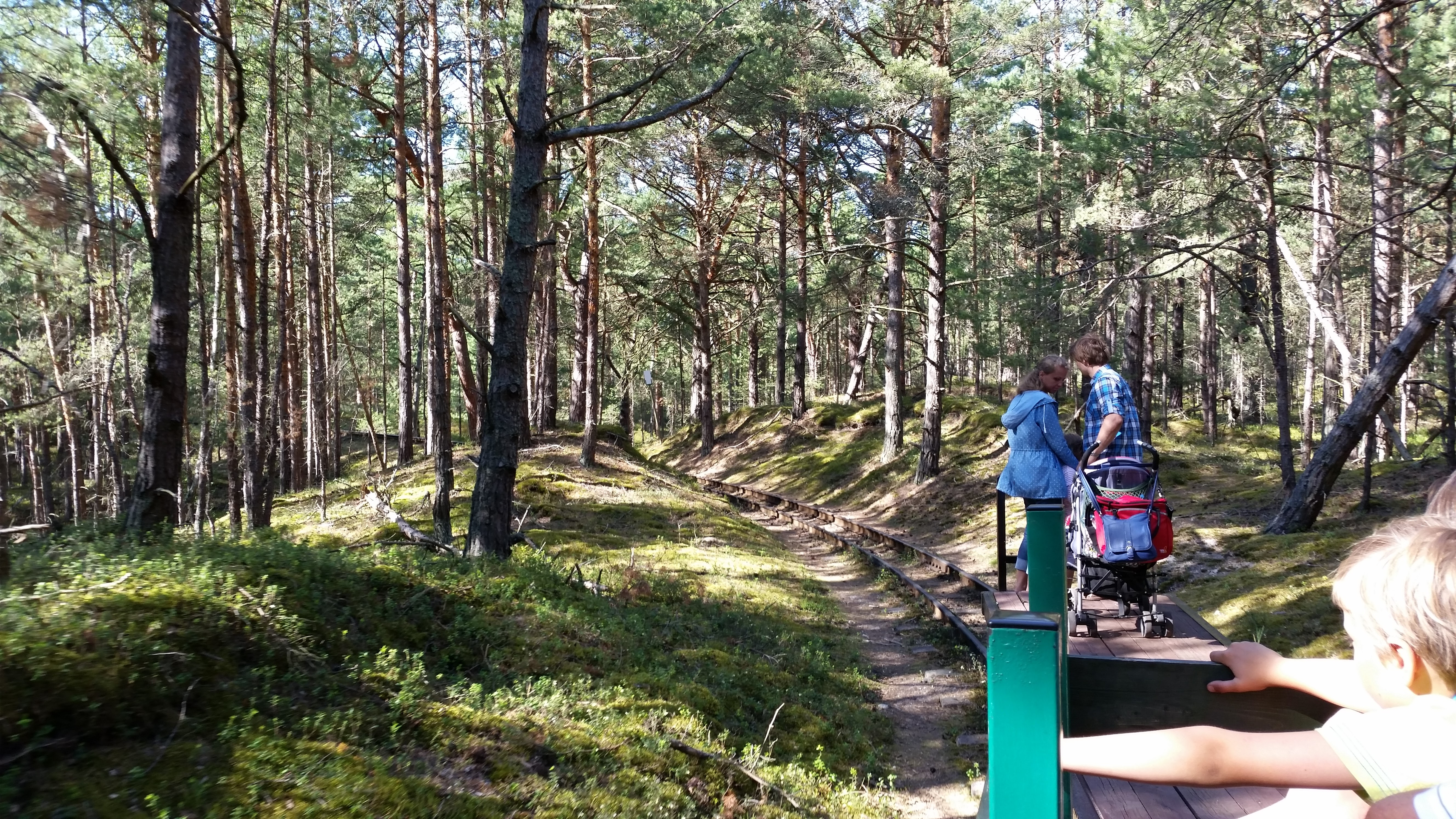
Kolejka Muzeum Obrony Wybrzeża w Helu w sezonie letnim

Kolej parkowa – kolej wąskotorowa lub model kolei w dużej skali o charakterze typowo rekreacyjnym, funkcjonuje jako środek transportu i atrakcja w rozległych parkach miejskich lub rozrywki, czasem również w prywatnych ogrodach.

## Nazewnictwo
Pojęcie "kolej parkowa" w języku polskim może określać zarówno kolej wąskotorową, jak i model kolei wybudowany w parku. Natomiast "kolej ogrodowa" obejmuje modele eksploatowane w ogrodzie, zarówno w małej skali, jak i większe, które umożliwiają już jazdę pasażerów. W języku angielskim koleje ogrodowe umożliwiające jazdę pasażerów, w odróżnieniu od mniejszych modeli budowanych w ogrodzie (ang. garden railway), są znane jako "koleje podwórkowe" (ang. backyard railway / railroad).

## Wąskotorowe koleje parkowe
Wąskotorowe koleje parkowe, wówczas zwane pionierskimi, powstawały dość licznie w krajach RWPG w latach 50.-60. XX wieku i były miejscem, gdzie młodzież mogła zaznajamiać się czynnie z techniką kolejnictwa.
W Polsce wąskotorową kolej parkową posiadają do dziś:
- Bydgoszcz (Myślęcińska Kolej Parkowa – nie kursuje wskutek pożaru),
- konurbacja górnośląska (Kolej parkowa w Parku Śląskim),
- Krośnice (Krośnicka Kolejka Parkowa[1])
- Ostrów Wielkopolski (kolejka parkowa w Parku Kultury i Wypoczynku Piaski-Szczygliczka),
- Poznań (Kolejka Parkowa Maltanka[2]).

Nieczynne tory kolei parkowej będącej miniaturą sieci tramwajowej w ramach miasteczka ruchu drogowego znajdują się na motodromie w Łodzi.
Koleje parkowe mają m.in. Budapeszt i Drezno, przy czym ta ostatnia o rozstawie toru zaledwie 381 mm eksploatuje m.in. parowozy będące modelami oryginalnych konstrukcji.

## Miniaturowe koleje parkowe i ogrodowe
Modele kolei w dużej skali pozwalającej na jazdę pasażerów, nierzadko eksploatujące "żywe" parowozy, były popularne zwłaszcza na przełomie XIX i XX wieku w rozległych posiadłościach ziemskich. Kolej taką posiadał m.in. Walt Disney.
Obecnie największa sieć miniaturowej kolei parkowej pod nazwą Train Mountain znajduje się w stanie Oregon w USA.
W Polsce miniaturową kolej parkową posiadają m.in.:
- Cichowo (Kolejka Parkowa, Liliputbahn[6]),
- Doktorce (park linowy[7]),
- Kościerzyna (Muzeum Kolejnictwa[8]),
- Ogrodzieniec (Park Kolejowy na Jurze Krakowsko-Częstochowskiej[9]),
- Tarnowskie Góry (Zabytkowa Kopalnia Srebra[10]).

Parametry techniczne modeli kolejowych, również w skalach umożliwiających przewóz pasażerów, określają Normy Europejskich Kolei Modelowych (NEM) opracowane przez Europejskie Stowarzyszenie Modelarzy Kolejowych i Przyjaciół Kolei (MOROP) oraz normy amerykańskiego Narodowego Stowarzyszenia Kolei Modelowych (NMRA).